# SM UC-11

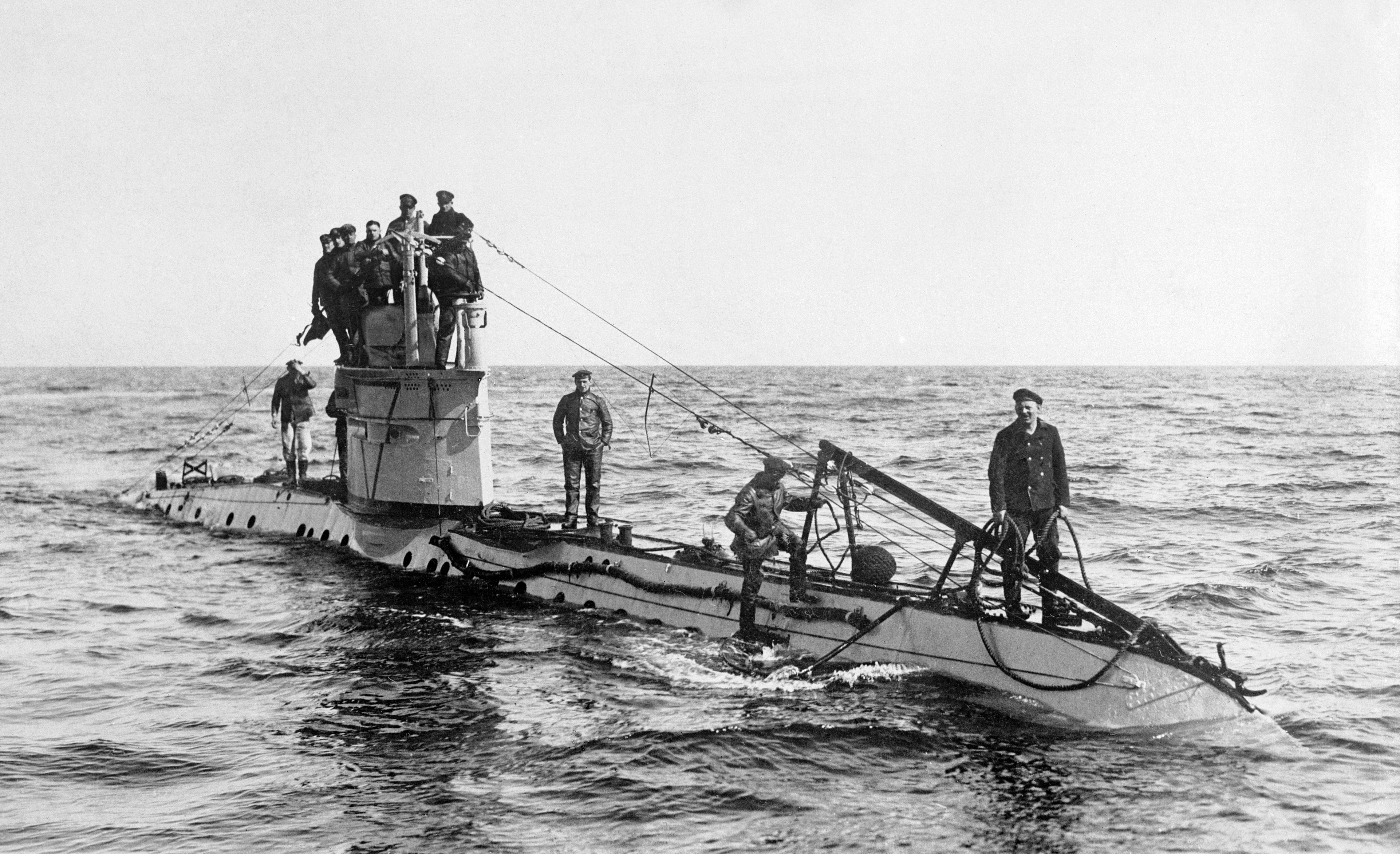
équipage d'un sous-marin allemand UC-1

Le SM UC-11 (ou Unterseeboot UC-11) est un sous-marin allemand (U-Boot) de type UC I mouilleur de mines utilisé par la Kaiserliche Marine pendant la Première Guerre mondiale.

## Conception
Sous-marin allemand de type UC I, le SM UC-11 a un déplacement de 168 tonnes en surface et de 183 tonnes en immersion. Il avait une longueur totale de 33,99 m, une largeur de 3,15 m, et un tirant d'eau de 3,04 m. Le sous-marin était propulsé par un moteur diesel Daimler-Motoren-Gesellschaft à six cylindres et quatre temps, produisant 90 chevaux-vapeur (66 kW), un moteur électrique produisant 175 chevaux-vapeur (129 kW) et un arbre d'hélice. Il était capable de fonctionner à une profondeur de 50 mètres.
Le sous-marin avait une vitesse maximale en surface de 6,20 nœuds (11,48 km/h) et une vitesse maximale en immersion de 5,22 nœuds (9,67 km/h). Lorsqu'il est immergé, il peut parcourir 50 milles marins (93 km) à 4 nœuds (7,4 km/h) ; lorsqu'il fait surface, il peut parcourir 780 milles marins (1 440 km) à 5 nœuds (9,3 km/h). Le SM UC-10 était équipé de six tubes de mines de 100 centimètres, douze mines UC 120 et une mitrailleuse de 8 millimètres. Son équipage était composé de quatorze à dix-neuf membres.
Le SM UC-11 a été commandé le 23 novembre 1914 comme le onzième d'une série de 15 navires de type UC I (numéro de projet 35a, attribué par l'Inspection des navires sous-marins), dans le cadre du programme de guerre d'expansion de la flotte. Les cinq derniers navires de ce type, dont l'UC-11, ont été construits dans le chantier naval A.G. Weser à Brême. Le chantier naval a estimé la durée de construction du navire à 5-6 mois.

## Affectations
Comme la plupart des sous-marins de sa classe, le SM UC-11 est sous le commandement de la U-Flotille Flanders, qui faisait partie du Marinekorps Flandern  (Corps des Marines flamands), et était déployé depuis Zeebrugge.
- U-Flottille Flandern du 26 mai 1915 au 17 octobre 1915
- Flottille de formation du 17 octobre 1915 au 11 août 1916
- U-Flottille Flandern/Flandern I du 11 août 1916 au 26 juin 1918

## Commandement
- Oberleutnant zur See (Oblt.) Walter Gottfried Schmidt du 23 avril 1915 au 11 août 1916
- Oberleutnant zur See (Oblt.) Reinhold Saltzwedel du 12 août 1916 au 20 août 1916
- Oberleutnant zur See (Oblt.) Max Schmitz du 21 août 1916 au 1er décembre 1916
- Oberleutnant zur See (Oblt.) Benno von Ditfurth du 2 décembre 1916 au 29 juin 1917
- Oberleutnant zur See (Oblt.) Georg Niemeyer du 30 juin 1917 au 19 juillet 1917
- Oberleutnant zur See (Oblt.) Benno von Ditfurth du 20 juillet 1917 au 5 août 1917
- Oberleutnant zur See (Oblt.) Karl Dobberstein du 6 août 1917 au 16 novembre 1917
- Oberleutnant zur See (Oblt.) Ferdinand Schwartz du 17 novembre 1917 au 10 février 1918
- Oberleutnant zur See (Oblt.) Reinhold Thomsen du 11 février 1918 au 4 avril 1918
- Oberleutnant zur See (Oblt.) Werner Lange du 5 avril 1918 au 16 juin 1918
- Oberleutnant zur See (Oblt.) Kurt Utke du 17 juin 1918 au 26 juin 1918

## Patrouilles
Le SM UC-11 a réalisé 83 patrouilles pendant son service actif.

## Navires coulés
Les mines posées par le SM UC-11 ont coulé 25 navires marchands pour un total de 33 198 tonneaux, 2 navires de guerre pour un total de 510 tonnes et a endommagé 1 navire marchand de 378 tonneaux et 2 navires de guerre pour un total de 5 084 tonnes au cours des 83 patrouilles qu'il effectua.
| Date              | Nom                 | Nationalité | Tonnage | Destin    |
| ----------------- | ------------------- | ----------- | ------- | --------- |
| 1er juin 1915     | HMS Mohawk          | Royal Navy  | 865     | Endommagé |
| 9 juin 1915       | Erna Boldt          | Royaume-Uni | 1 731   | Coulé     |
| 9 juin 1915       | Lady Salisbury      | Royaume-Uni | 1 446   | Coulé     |
| 10 juin 1915      | TB 10               | Royaume-Uni | 255     | Coulé     |
| 10 juin 1915      | HMS TB 12           | Royaume-Uni | 255     | Coulé     |
| 15 juin 1915      | Argyll              | Royaume-Uni | 280     | Coulé     |
| 20 octobre 1916   | Huguenot            | Royaume-Uni | 1 032   | Coulé     |
| 24 octobre 1916   | Framfield           | Royaume-Uni | 2 510   | Coulé     |
| 26 octobre 1916   | Lord Roberts        | Royaume-Uni | 293     | Coulé     |
| 21 novembre 1916  | Helena              | Pays-Bas    | 1 798   | Coulé     |
| 29 novembre 1916  | Lord Airedale       | Royaume-Uni | 215     | Coulé     |
| 9 décembre 1916   | Forth               | Royaume-Uni | 1 159   | Coulé     |
| 9 décembre 1916   | Harlington]         | Royaume-Uni | 1 089   | Coulé     |
| 9 décembre 1916   | Harlyn              | Royaume-Uni | 1 794   | Coulé     |
| 17 décembre 1916  | Michail Ontchoukoff | Danemark    | 2 118   | Coulé     |
| 29 décembre 1916  | Zoroaster           | Royaume-Uni | 3 803   | Coulé     |
| 8 janvier 1917    | Cape Colony         | Royaume-Uni | 82      | Coulé     |
| 2 février 1917    | Holdene             | Royaume-Uni | 274     | Coulé     |
| 12 février 1917   | Foreland            | Royaume-Uni | 1 960   | Coulé     |
| 14 février 1917   | Marie Leonhardt     | Royaume-Uni | 1 466   | Coulé     |
| 26 avril 1917     | Mercury             | Royaume-Uni | 378     | Endommagé |
| 27 avril 1917     | Agile               | Royaume-Uni | 246     | Coulé     |
| 24 septembre 1917 | Hastfen             | Royaume-Uni | 77      | Coulé     |
| 25 octobre 1917   | Wearside            | Royaume-Uni | 3 560   | Coulé     |
| 27 octobre 1917   | Strymon             | Royaume-Uni | 198     | Coulé     |
| 24 novembre 1917  | French Rose         | Royaume-Uni | 465     | Coulé     |
| 25 novembre 1917  | Ostpreussen         | Royaume-Uni | 1 779   | Coulé     |
| 27 novembre 1917  | Groeswen            | Royaume-Uni | 3 570   | Coulé     |
| 16 janvier 1918   | John E. Lewis       | Royaume-Uni | 253     | Coulé     |
| 13 juin 1918      | HMS Conquest        | Royal Navy  | 4 219   | Endommagé |

## Destin
Le 24 juin 1918, le sous-marin prend la mer pour construire un autre champ de mines. Le 26 juin, le navire a touché une mine à l'est de Harwich dans le détroit de Douvres à la position géographique de 51° 55′ N, 1° 41′ E et a coulé par 15 m de profondeur. Sur les 19 personnes de l'équipage, seul le commandant Kurt Utke a survécu, qui après avoir ouvert l'écoutille dans une bulle d'air, est remonté à la surface et a été secouru.